# Bengt Asplund
Bengt Asplund, né le 30 mars 1957, est un coureur cycliste suédois.

## Palmarès
- 1974
  - 3e du championnat des Pays nordiques du contre-la-montre par équipes juniors
- 1975
  - Champion des Pays nordiques du contre-la-montre par équipes juniors
  -  Champion de Suède du contre-la-montre juniors
- 1977
  - 2e du championnat des Pays nordiques du contre-la-montre par équipes
- 1978
  -  Champion de Suède du contre-la-montre
  - 3e du championnat des Pays nordiques du contre-la-montre par équipes
  - 8e du championnat du monde du contre-la-montre par équipes
- 1980
  - Champion de Suède sur route
  -  Champion de Suède du contre-la-montre
  -  Champion de Suède du contre-la-montre par équipes
  - 1re étape de la Milk Race
  - 2e du championnat des Pays nordiques du contre-la-montre par équipes
- 1981
  -  Champion de Suède du contre-la-montre
  -  Champion de Suède du contre-la-montre par équipes
  - 4ea étape du Ruban granitier breton
  - 2e de la Piccola Tre Valli Varesine
- 1982
  -  Champion de Suède du contre-la-montre
  -  Champion de Suède du contre-la-montre par équipes
  - Östgötaloppet
- 1983
  - Champion des Pays nordiques du contre-la-montre par équipes
  - Skandisloppet
- 1984
  -  Champion de Suède du contre-la-montre
  - 3e du championnat de Suède sur route